# Fiona Carnarvon
Fiona Carnarvon, åttonde grevinnan av Carnarvon, är en brittisk författare och revisor. 
Carnarvon har studerat engelska och tyska vid University of St. Andrews.
År 2001 tog hon tillsammans med sin make George Herbert, (den åttonde greven av Carnarvon), över Highclere Castle. Detta skedde efter att Lord Carnarvons far gått bort i en hjärtattack. På Highclere Castle har även stora delar av TV-serien Downton Abbey spelats in.